# Joachim Havikhagen
Joachim Havikhagen (* 5. September 1991 in Robru) ist ein ehemaliger norwegischer Snowboarder. Er startete im Snowboardcross.

## Werdegang
Havikhagen, der für den Geilo IL startete, belegte beim Europäischen Olympischen Winter-Jugendfestival 2007 in Jaca den 21. Platz im Parallel-Riesenslalom und bei den Juniorenweltmeisterschaften 2007 in Bad Gastein den 46. Rang im Snowboardcross. Sein Debüt im Snowboard-Weltcup hatte im Januar 2009 in Bad Gastein und errang dort die Plätze 42 und 38. In der Saison 2009/10 belegte er bei den Olympischen Winterspielen 2010 in Vancouver den 27. Platz und erreichte mit dem 36. Platz im Snowboardcross-Weltcup sein bestes Gesamtergebnis. Zudem wurde er bei den Juniorenweltmeisterschaften 2010 in Cardrona Vierter. Im folgenden Jahr kam er bei den Snowboard-Weltmeisterschaften 2011 in La Molina auf den 12. Platz. Seinen 21. und damit letzten Weltcup absolvierte er im März 2012 in Chiesa in Valmalenco, wobei er mit dem neunten Platz seine einzige Top-Zehn-Platzierung im Weltcup erreichte.

## Teilnahmen an Weltmeisterschaften und Olympischen Winterspielen

### Olympische Winterspiele
- 2010 Vancouver: 27. Platz Snowboardcross

### Snowboard-Weltmeisterschaften
- 2011 La Molna: 12. Platz Snowboardcross

## Weltcup-Gesamtplatzierungen
| Saison  | Gesamt | Gesamt | Snowboardcross | Snowboardcross |
| Saison  | Punkte | Platz  | Punkte         | Platz          |
| ------- | ------ | ------ | -------------- | -------------- |
| 2008/09 | 106    | 245.   | 106            | 58.            |
| 2009/10 | 325    | 154.   | 325            | 36.            |
| 2010/11 | -      | -      | 138            | 51.            |
| 2011/12 | -      | -      | 634            | 28.            |